# اواریست گالوا
اواریست گالوا (به فرانسوی: Évariste Galois) ‏ (زاده ۲۵ اکتبر ۱۸۱۱ – درگذشته ۳۱ مه ۱۸۳۲) ریاضی‌دان و انقلابی فرانسوی بود. گالوا از پیشگامان مطالعه نظریه گروه‌ها است؛ و با کارهای او بود که نقطه عطفی در جبر ایجاد شد و محاسبات اهمیت خود را از دست دادند و به جای آنها مفاهیم و ساختارهایی همانند گروه، حلقه و میدان اهمیت پیدا کردند. از دستاوردهای مهم نظریه گالوا حل چند مسئلهٔ مشهور بود که از زمانهای دور مطرح بودند. یکی از آنها اثبات این مطلب است که حل جبری کلی (به کمک رادیکال‌ها) برای چندجمله‌ای‌های درجهٔ پنجم و بالاتر وجود ندارد. همین‌طور با کمک نظریات گالوا ثابت شد مسئله‌های کهن تثلیث زاویه و تربیع دایره حل ناپذیر هستند. او یک جمهوری‌خواه سرسخت بود و به‌شدت درگیر آشفتگی‌های سیاسی بود که انقلاب ۱۸۳۰ فرانسه را احاطه کرد. در نتیجه فعالیت‌های سیاسی او، بارها دستگیرشد و یک حکم چند ماه زندان را سپری کرد. به دلایلی که هنوز مبهم باقی مانده است، اندکی پس از آزادی از زندان در یک دوئل جنگید و بر اثر جراحاتی که متحمل شده بود جان سپرد.

## زندگی
اواریست گالوا (Evariste Galois) در ۲۵ اکتبر سال ۱۸۱۱ در بورگ-لا-رن در نزدیکی پاریس فرانسه متولّد شد. پدرش نیکلا-گابریل (به فرانسوی: Nicolas-Gabriel Galois) ‏ جمهوری‌خواه و رئیس حزب لیبرال دهکده‌شان بود که بعد از بازگشت لوئی هجدهم به تخت، در سال ۱۸۱۴ شهردار شد. مادرش، آدلاید ماری (به فرانسوی: Adélaïde-Marie Galois)‏ دختر یک مشاور حقوقی بود و متون لاتین را با فصاحت می‌خواند و طرفدار تعلیم و تربیت مذهبی و سنتی بود.
در ۱۲ سال اول زندگی، مادرش گالوا را به‌طور منظم و خوبی تعلیم می‌داد. دوران کودکی گالوا، ظاهراً دوران خوشی بوده است. در ۱۰ سالگی از کالج رِن به وی پذیرش داده‌شد ولی مادرش ترجیح داد که وی را در خانه نگه‌دارد. در اکتبر سال ۱۸۲۳ وارد دبیرستان «لوئی-لو-گِران» شد. در ترم اول، دانش‌آموزان اعتصاب کرده و از خواندن سرود در مراسم سر باز زدند و ۱۰۰ نفر از آنان اخراج شدند.
گالوا در دو سال اول مدرسه خوب ظاهر شد و جایزه گرفت، اما بعداً کم‌حوصله و مجبور شد که کلاس‌های سال آخر را تکرار کند و این امر ملال خاطر وی را بدتر کرد. در همین دوره بود که گالوا به ریاضیات علاقه‌مند شد. او به نسخه‌ای از نوشته لُژاندر به نام «اصول هندسه» برخورد که محتوای آن، اصول اقلیدسی هندسه متداول در مدرسه را نقض می‌کرد. گفته می‌شود که وی این نوشته را شبیه یک داستان خواند و با یک مرتبه خواندن بر آن مسلّط شد. کتاب‌های درس جبر دبیرستان در حد شاهکار لژاندر نبودند، لذا گالوا به مقالات علمی لژاندر و آبل روی آورد. در ۱۵ سالگی مطالبی را مطالعه می‌کرد که برای ریاضی‌دانان حرفه‌ای نوشته شده بود. این کار باعث عدم اشتیاق به مطالب درسی شد و به نظر می‌رسد که رغبتش به فراگیری مطالب درسی از بین رفته‌باشد. معلمانش او را درک نمی‌کردند و با تکبر وی را طرد می‌کردند.

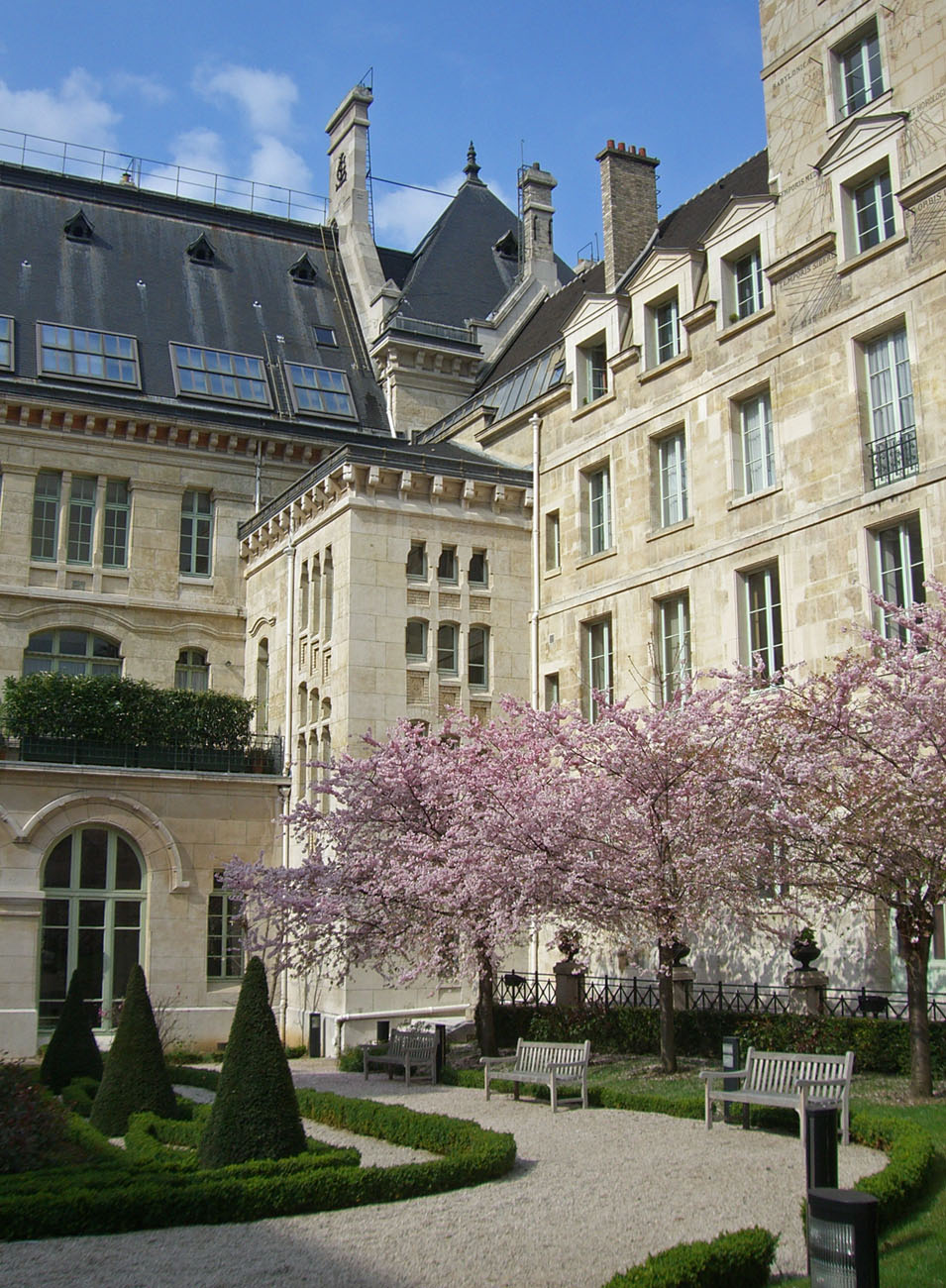
دبیرستان لوئی-لو-گران "Lycée Louis-le-Grand" جایی که گالوا برای کلاس چهارم از آن پذیرش گرفت.

همان‌گونه که از بعضی از نسخه‌های خطّی او دیده می‌شود، گالوا در کارهایش نامرتب بود و مایل بود که کارهایش را در مغز خود انجام دهد و تنها نتایج عملیات ذهنی خود را روی کاغذ منتقل می‌کرد. معلمّش، ورنیه (Vernier)، از او می‌خواست که منظّم کار کند اما گالوا به توصیه‌های او توجه نمی‌کرد. او بدون آمادگی کافی در امتحانات ورودی مدرسه پلی‌تکنیک (Ecole Polytechnique) شرکت کرد. گذشتن از این امتحان احتمالاً موفقیّت او را تضمین می‌کرد زیرا پلی‌تکنیک مکان مناسبی برای رشد ریاضیات فرانسه بود، اما او در این امتحانات قبول نشد. دو دهه بعد دانشمند فرانسوی «تراکوم»(۱۷۸۲–۱۸۶۲) (Olry Terquem) سردبیر مجلهٔ علمی «تازه‌های سالانه ریاضیات» (Nouvelles Annales de Mathématiques) نوشت:
«داوطلبی با نبوغ عالی توسط ممتحنی با استعداد کم رد می‌شود؛ زیرا آنها مرا درک نمی‌کنند. من آدم عجیبی نیستم.»

## دانشگاه
در سال ۱۸۲۸ گالوا وارد دانش‌سرای عالی شد که از پلی‌تکنیک کمتر بود و در یک کلاس پیشرفته ریاضیات توسط ریاضی‌دان فرانسوی ریشار (Richard) شرکت کرد. وی نسبت به گالوا نظر کاملاً موافقی داشت. ریشار عقیده داشت که گالوا بایستی بدون امتحان در پلی‌تکنیک پذیرفته شود. سال بعد، اولین مقاله گالوا را که نشانی از نبوغ او داشت دربارهٔ کسرهای مسلسل مشاهده کرد. در همین حال گالوا در نظریه معادلات چندجمله‌ای‌ها به کشفیات اساسی دست‌یافت و برخی از نتایج آن را نیز به آکادمی علوم ارائه کرد. داور اُگوستَن لویی کُوشی (۱۷۸۹–۱۸۵۷) بود که قبلاً در مورد رفتار توابع هنگام جای‌گشت متغیرها، که موضوع مرکزی نظریه گالوا بود، کارش را چاپ کرده‌بود. کوشی مقاله را رد کرد و مقاله دیگری نیز که هشت روز بعد ارائه شد به همین حال دچار شد. نسخه‌های خطّی گم شدند و دیگر پیدا نشدند.

سیمون دنی پواسون، کسی که برگهٔ گالوا دربارهٔ نظریهٔ معادله را بازنگری کرد و آن را «نامفهوم» خواند.

## گالوا و نظریه گروه‌ها
اواریست گالوا، شرط لازم و کافی برای حل معادلهٔ درجهٔ پنجم یا بالاتر با ضرایب گویا را به وسیله رادیکال‌ها تحقیق کرد. در کار گالوا ساختارهای گروهی و میدانی به کار می‌روند. گالوا نخستین اثر خود را در مورد نظریه گروه‌ها در ۱۸ سالگی (۱۸۲۹) منتشر کرد. اما کارهایش تا قبل از انتشار مجموعه مقالاتش در سال ۱۸۴۶ مورد توجه قرار نگرفت.
به دنبال دستاوردهای گالوا، نظریه گروه‌ها جای خود را در بسیاری از زمینه‌های ریاضی باز کرد؛ مثلاً، ریاضی‌دان آلمانی فلیکس کلاین (۱۸۴۹–۱۹۲۹) در آنچه که به برنامه اِرلانگر معروف است، سعی کرد که تمام هندسه‌های موجود را بر حسب گروه تبدیل‌هایی که تحت آن‌ها ویژگی‌های هندسه ناوردا بودند تدوین کند.
بعد از او آرتور کِیلی و اُگوستین لویی کوشی به اهمیت کارهای گالوا پی بردند و به تحقیقات بیشتر در این زمینه پرداختند. از جمله ریاضی‌دانانی که در قرن نوزدهم در زمینه نظریه گروه‌ها کار می‌کردند می‌توان برتراند، شارل هرمیت، فروبِنیوس، لئوپارد کرونکر، و امیل ماتیو را نام برد.
گالوا به دلیل قضیه اساسی خود که رابطی بین گروه‌ها و حلقه‌ها است و امروزه آن را قضیه گالوا می‌خوانند بسیار مورد توجه است.